# Queer Base
Die Organisation Queer Base – Welcome and Support for LGBTIQ Refugees wurde 2016 als Verein in Wien gegründet. Die Queer Base unterstützt Menschen, die aufgrund ihrer sexuellen Orientierung oder Geschlechtsidentität verfolgt werden und in Österreich um Asyl angesucht haben. Ihre Anfänge hatte die Queer Base in der Türkis Rosa Lila Villa, dem österreichischen Lesben-, Schwulen- und Transzentrum an der Linken Wienzeile im 6. Wiener Gemeindebezirk (Mariahilf). Im Frühjahr 2024 zog die Queer Base in den 4. Wiener Gemeindebezirk (Wieden).

## Geschichte
Seit 2011 gab es in der Wiener LGBTIQ-Community ein Netzwerk zur Unterstützung von Asylsuchenden, die wegen ihrer sexuellen Orientierung oder Geschlechtsidentität um internationalen Schutz in Österreich ansuchten. Anlass war eine trans Frau aus der Türkei, die in Wien in Schubhaft war und kurz vor ihrer Abschiebung stand. Kritisiert wurden u. a. die schlechten Qualitätsstandards während des Verfahrens. Es fehle an Fachwissen für die Durchführung von Anhörungen sowie an speziell ausgebildeten Dolmetschern, und die Unterbringung während des Asylverfahrens biete nicht den notwendigen Schutz. Intensiviert wurde die Arbeit zum Thema queere Geflüchtete anlässlich einer Beschmierung an der Außenwand der Türkis Rosa Lila Villa, die mit den Worten „Tötet Schwule“ zur Gewalt aufrief. Es wurde von Aktivisten der Türkis Rosa Lila Villa Wohnraum für LGBTIQ Geflüchtete organisiert und eine Wohnung angemietet. Im Jänner 2015 wurde die Asylwerberin Hande Öncü – eine Transfrau und Sexarbeiterin aus der Türkei – von einem Kunden ermordet in ihrer Wohnung aufgefunden. In den darauf folgenden Monaten kam es zu Verhandlungen mit der Stadt Wien und es wurde der Entwicklung einer Strategie zur Versorgung von LGBTIQ Geflüchteten und einer Förderung durch den Fonds Soziales Wien zugestimmt.
Im Juni 2020 kam es durch vermehrte Lobby-Arbeit zur Sensibilisierung für die Situation von LGBTIQ Geflüchteten zu einem Entschließungsantrag der österreichischen Regierung, um „faire, qualitätsvolle Asylverfahren, vor allem im Umgang mit besonders vulnerablen Gruppen wie z.B. bei Flucht aufgrund von religiöser Konversion oder sexueller Orientierung, Geschlechtsidentität“ sicherzustellen.

## Organisation
Der Verein wurde am 18. Mai 2016 mit Sitz in Wien gegründet und unterstützt LGBTIQ Geflüchtete mit der Vermittlung von sicherem Wohnraum, sozialer Beratung mit Fokus auf Coming-out, Community-Arbeit und Rechtsberatung. Die Queer Base bietet Schulungen für alle, die im Bereich Asyl tätig sind, u. a. für Sozialarbeiter, Rechtsberater, Richter und Dolmetscher.

## Auszeichnungen
2017 wurde die Queer Base mit dem Bruno-Kreisky-Preis für Verdienste um die Menschenrechte sowie mit dem Alexander-Friedmann-Preis ausgezeichnet. Die internationale Menschenrechtsexpertin Marianne Schulze in ihrer Laudatio zur Kreisky-Preisverleihung: „Queer Base ist ein Safe Space inmitten von viel Widerstand gegen Flüchtlinge per se, mannigfaltiger Diskriminierung, Homo- und Transphobie und vielschichtigen Gewaltspiralen“. 2018 wurde die Queer Base mit dem Sonderpreis in der Kategorie "LGBTIQ – Sexuelle Orientierung" und 2022 mit dem Pride Biz Sonderpreis ausgezeichnet. 2023 bekam die Queer Base den Ute-Bock-Preis für Zivilcourage gemeinsam mit den IG 24 Betreuern im Wiener Rathaus verliehen.